# Jack Davies
Pour les articles homonymes, voir Davies.
Jack Davies est un scénariste anglais, né le 25 novembre 1913 à Fulham et mort le 22 juin 1994 en Californie. Il a également été, ponctuellement, producteur, acteur et monteur.
Il est le père de l'acteur et producteur John Howard Davies, connu pour avoir joué en 1948 le rôle-titre dans Oliver Twist de David Lean.

## Filmographie

### Scénariste
- 1934 : Mister Cinders
- 1934 : Love at Second Sight
- 1935 : Once in a Million
- 1935 : Music Hath Charms
- 1935 : Heart's Desire
- 1935 : Dance Band
- 1936 : A Star Fell from Heaven
- 1936 : The Tenth Man
- 1951 : Rires au paradis (Laughter in Paradise)
- 1952 : Top Secret
- 1953 : Curtain Up
- 1954 : Héritages et vieux fantômes (Happy Ever After)
- 1955 : Doctor at Sea
- 1955 : An Alligator Named Daisy
- 1956 : Up in the World
- 1956 : Jumping for Joy
- 1957 : Un yacht nommé 'Tortue' (True as a Turtle)
- 1958 : I Only Arsked!
- 1959 : Invitation to Monte Carlo
- 1959 : Don't Panic Chaps!
- 1959 : The Ugly Duckling
- 1961 : Nearly a Nasty Accident (en)
- 1961 : Seven Keys
- 1961 : Un personnage très important (Very Important Person)
- 1962 : Le Limier de Scotland Yard (On the Beat)
- 1962 : Ah ! Quel châssis ! (The Fast Lady)
- 1962 : Crooks Anonymous
- 1963 : Norman Wisdom, brancardier (A Stitch in Time)
- 1964 : Sept contre la mort (Sette contro la morte)
- 1965 : The Early Bird
- 1965 : Ces merveilleux fous volants dans leurs drôles de machines (Those Magnificent Men in Their Flying Machines or How I Flew from London to Paris in 25 hours 11 minutes)
- 1966 : Doctor in Clover
- 1966 : Un hold-up extraordinaire (Gambit)
- 1969 : Gonflés à bloc (Monte Carlo or Bust)
- 1970 : Doctor in Trouble²
- 1975 : Le Tigre de papier (Paper Tiger), de Ken Annakin
- 1980 : Les Loups de haute mer (North Sea Hijack), d'Andrew McLaglen
- 1985 : The Pickwick Papers (série TV)

### Producteur
- 1962 : Crooks Anonymous
- 1965 : Ces merveilleux fous volants dans leurs drôles de machines (Those Magnificent Men in Their Flying Machines or How I Flew from London to Paris in 25 hours 11 minutes)
- 1975 : Le Tigre de papier (Paper Tiger), de Ken Annakin

### Acteur
- 1956 : Le Tour du monde en 80 jours (Around the World in Eighty Days) : figurant
- 1983 : Dead Wrong : inspecteur Fred Foster

### Monteur
- 1975 : 'Sheba, Baby'